# Вартаузен
Вартаузен (њем. Warthausen) општина је у њемачкој савезној држави Баден-Виртемберг. Једно је од 45 општинских средишта округа Биберах. Према процјени из 2010. у општини је живјело 4.926 становника. Посједује регионалну шифру (AGS) 8426128.

## Географски и демографски подаци
Вартаузен се налази у савезној држави Баден-Виртемберг у округу Биберах. Општина се налази на надморској висини од 590 метара. Површина општине износи 25,8 km². У самом мјесту је, према процјени из 2010. године, живјело 4.926 становника. Просјечна густина становништва износи 191 становника/km².